# Dornier Flugzeugwerke
A Dornier Flugzeugwerke foi uma empresa aeroespacial alemã.
Fundada em 1914, em Friedrichshafen, por Claudius Dornier, a empresa, originalmente chamava-se Dornier Metallbau e alcançou proeminência nas décadas de 1920 e 1930 como fabricante dos grandes hidroaviões construídos em metal, como o Wal (Baleia) e o gigantesco Dornier Do X. Após a violação do Tratado de Versalhes pela Alemanha, a Dornier continuou a ser uma potência no desenvolvimento de aeronaves, criando o Do 17, um excelente bombardeiro e caça noturno, e o Do 335 que, embora nunca tenha entrado em combate, era o caça a pistão mais rápido do mundo.
Em 1996 foi adquirida pela Fairchild Aircraft, formando a Fairchild Dornier. A empresa faliu em 2002.
A Dornier Medtech, um braço independente da divisão aeronáutica, ainda existe e fabrica equipamentos hospitalares.

## Projetos

### Até 1930
- Dornier Do J (Wal)
- Dornier Do Y
- Dornier Y
- Dornier P
- Dornier Do X

### 1930-1945
- Dornier Do 10
- Dornier Do 11
- Dornier Do 12
- Dornier Do 13
- Dornier Do 14
- Dornier Do 15
- Dornier Do 16
- Dornier Do 17
- Dornier Do 18
- Dornier Do 19
- Dornier Do 22
- Dornier Do 23
- Dornier Do 24
- Dornier Do 26
- Dornier Do 212
- Dornier Do 214
- Dornier Do 215
- Dornier Do 216
- Dornier Do 217
- Dornier Do 247
- Dornier Do 317
- Dornier Do 335
- Dornier Do-X

### 1945-presente
- Dornier Do 25
- Dornier Do 27
- Dornier Do 28
- Dornier Do 29
- Dornier Do 31
- Dornier Do 32
- Dornier Do 128
- Dornier Do 228
- Dornier Do 231
- Dornier Do 328
- Dornier 328Jet
- Dornier Do 528
- Fairchild-Dornier_728JET|Dornier 728
- Fairchild-Dornier_928JET|Dornier 928
- Dassault-Breguet/Dornier Alpha Jet